# 天津货运航空
天津货运航空（英語：Tianjin Air Cargo），是一家注册在中国（天津）自由贸易试验区以天津为运营基地的货运航空公司，自2017年10月31获准筹建，2017年12月27日正式成立，2018年8月16日获得CCAR121运营合格证，9月11日正式投入运营。总部位于天津市，并以天津滨海国际机场为基地，注册资本7亿元人民币，以航空货运为主营业务开展生产经营活动。天津货运航空公司由天津保税区和海航集团双方共同出资组建，股东为天津保税区管委会所属的天津航空物流发展有限公司、海航航空集团所属的天航控股有限责任公司、扬航投资控股有限公司。

## 机队

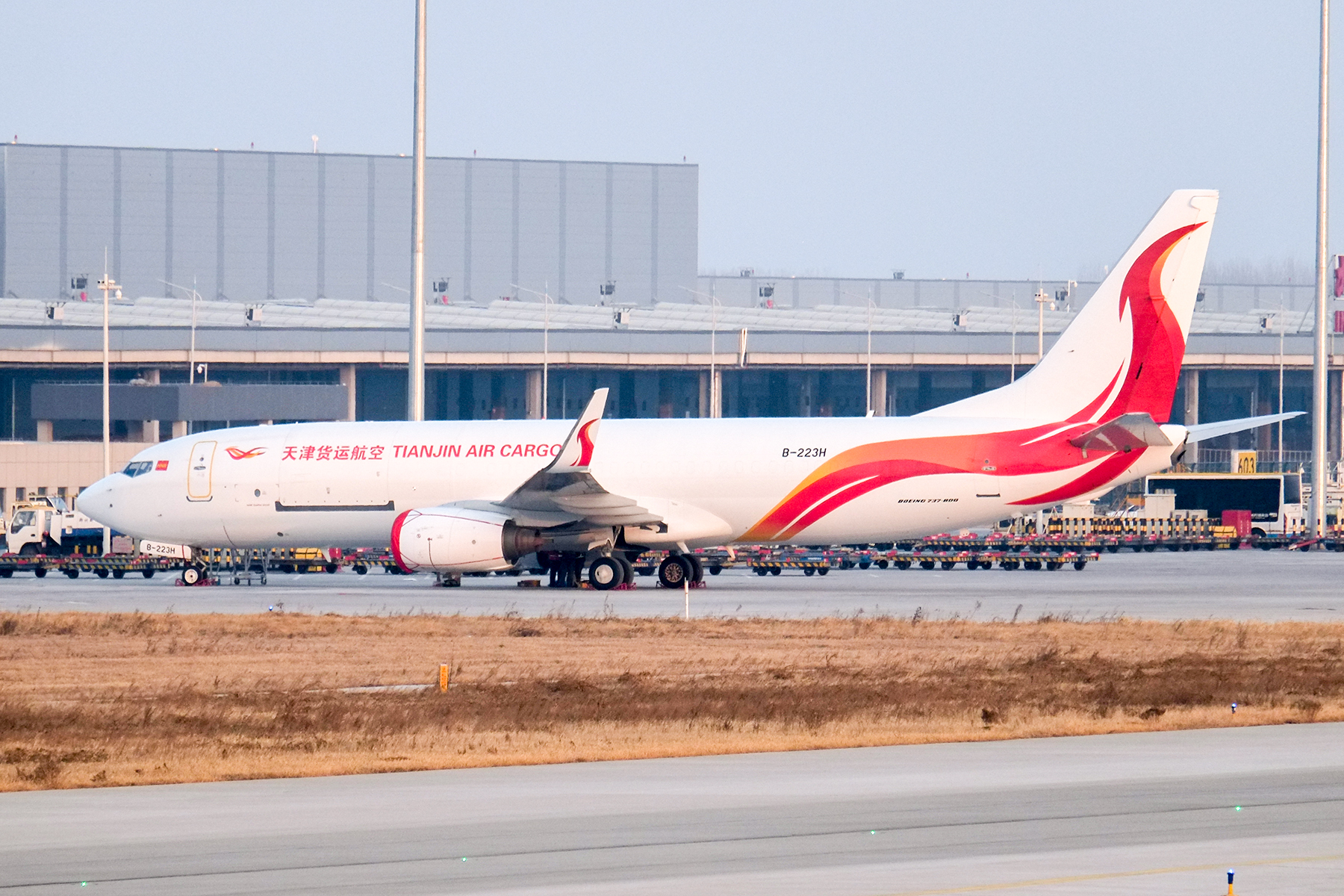
天津货运航空的波音737-800BCF型货机于郑州新郑国际机场

天津货运航空机队截止至2024年1月，天津货运航空共拥有飞机6架。
| 机型         | 数量 | 注册号                             |
| ------------ | ---- | ---------------------------------- |
| 波音737-700F | 1    | B-20F1                             |
| 波音737-800F | 5    | B-2676/B-222L/B-222R/B-222Y/B-223H |
| 总计         | 6    |                                    |